# 阿尔滕普斯宫

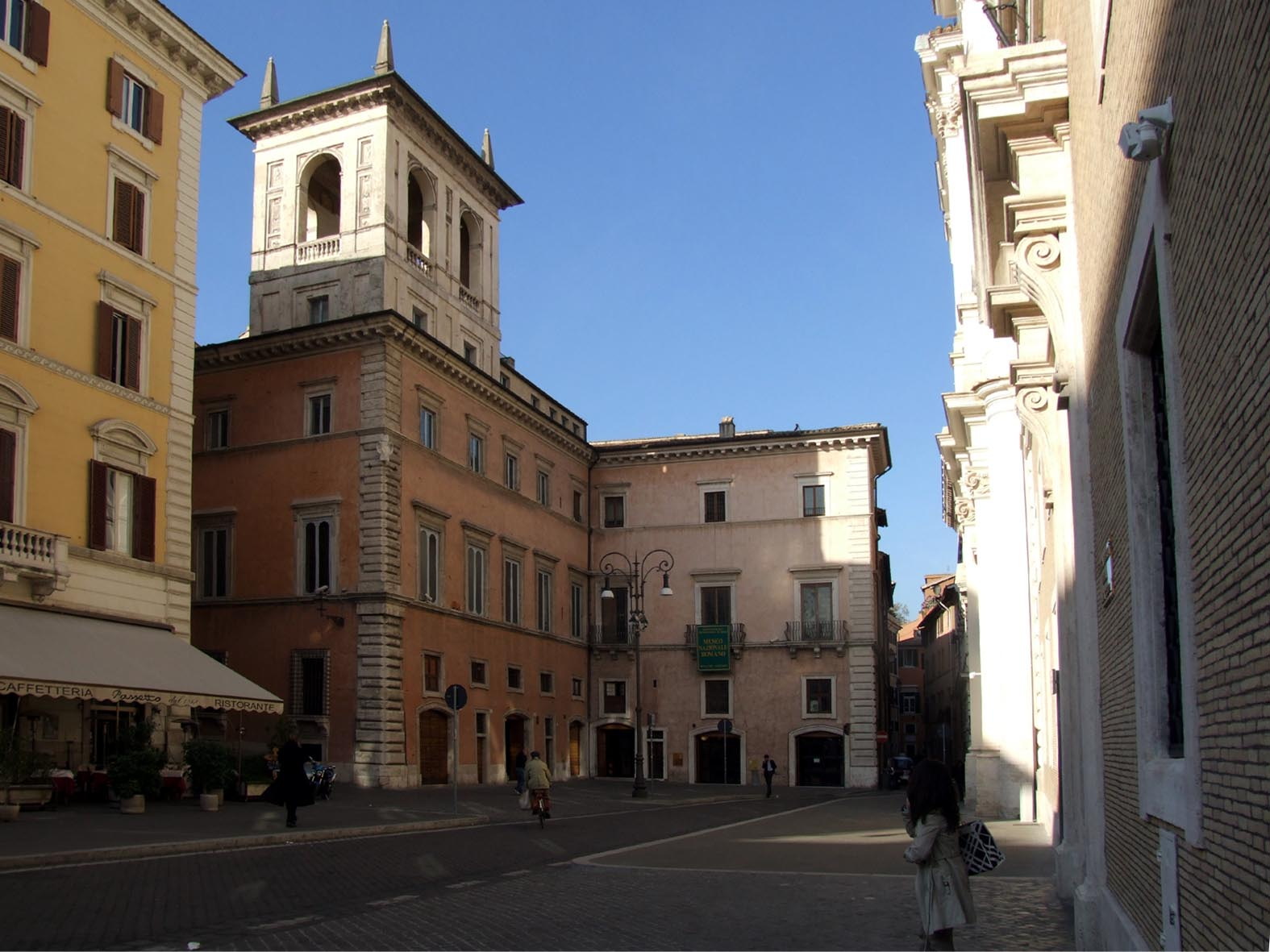
外观

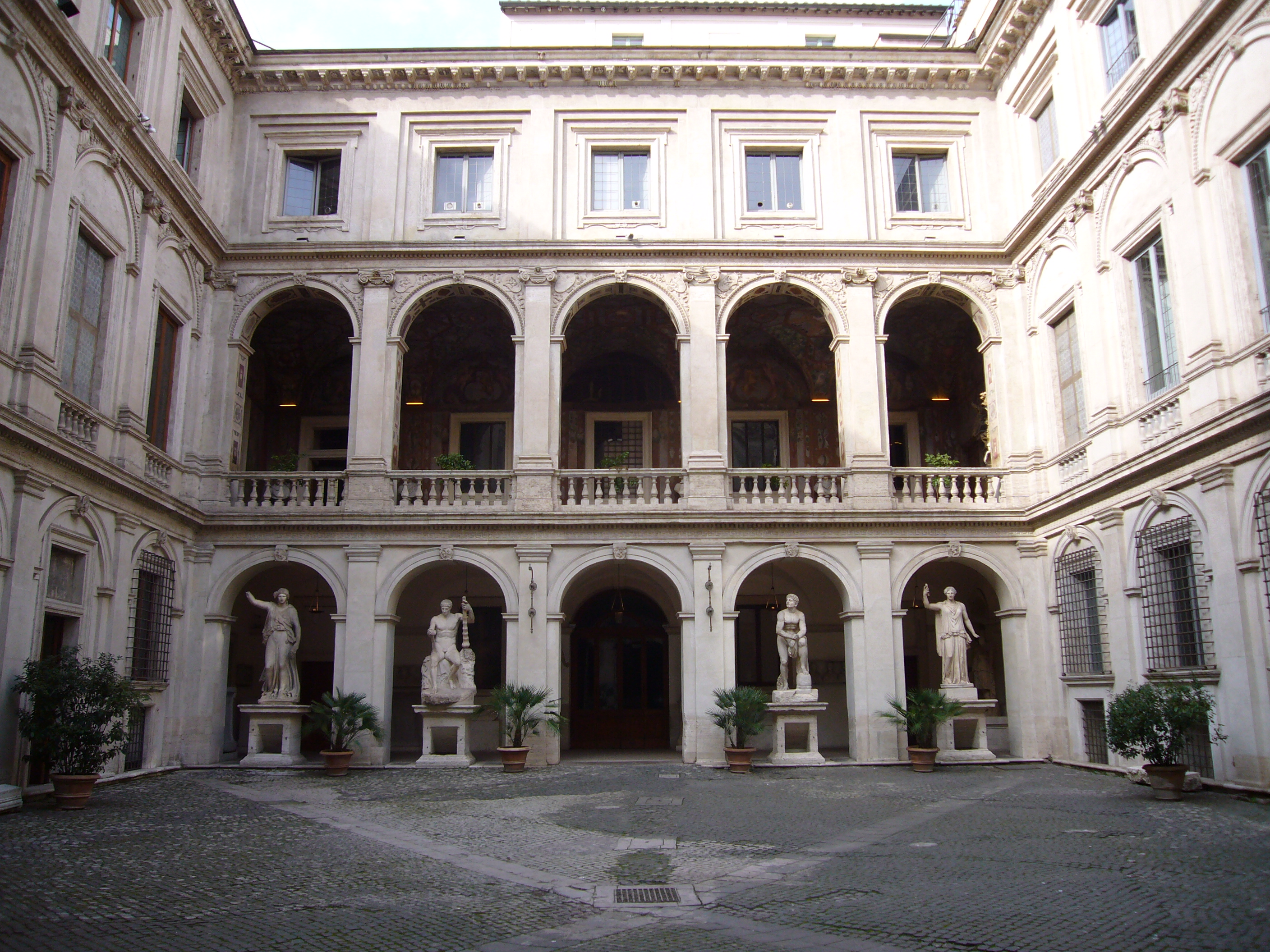
阿尔滕普斯宫

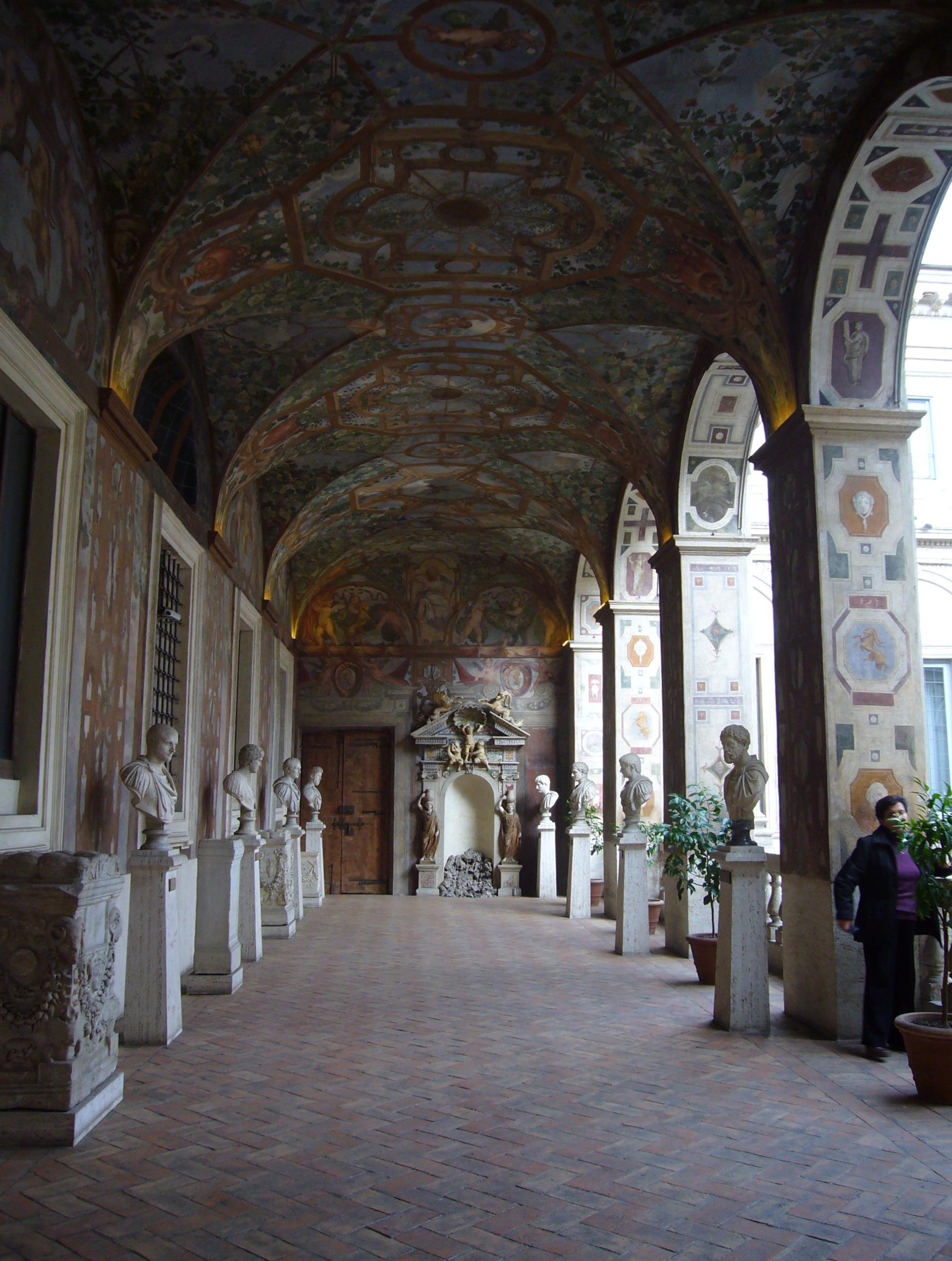
阿尔滕普斯宫

阿尔滕普斯宫（義大利語：Palazzo Altemps）是罗马的一座建筑，位于龐特的圣亚坡理纳广场（Piazza di San Apollinare）44号，靠近纳沃纳广场。现在是羅馬國家博物館的四处建筑之一。